# 제이슨 바틀릿
제이슨 바틀릿(Jason Alan Bartlett, 1979년 10월 30일 ~ )은 전 미국 프로 야구 선수이다.

## 출신 학교
- 오클라호마 대학교